# گلوک‌اشتات
شهر گلوک‌اشتاتدر ایالت اشلسویگ-هل‌اشتاین در کشور آلمان واقع شده‌است.